# Friedrich Julius Neumann
Friedrich Julius Neumann (Königsberg, 1835. október 12. – Freiburg im Breisgau, 1910. augusztus 15.) német közgazdasági író.

## Életútja
Jog- és államtudományi tanulmányait bevégezvén, 1865-ben a königsbergi egyetem magántanára, 1871-ben a közgazdasági egyetem tanára a bázeli egyetemen, 1876-tól pedig Tübingenben működött. Főként a közgazdaságtan alapfogalmaival és adópolitikai kérdésekkel foglalkozott. A Beiträge zur Geschichte der Bevölkerung in Deutschal seit dem Anfang dieses Jahrhunderts című gyűjteményes vállalatot 1883-tól szerkesztette.

## Munkái
- Die progressive Einkommensteuer im Staats- und Gemeindehaushalt (Lipcse, 1874)
- Ertragssteuern oder persönliche Steuern von Einkommen u. Vermögen? (Freiburg, 1876)
- Die Steuer und das öffentliche Interesse (Lipcse, 1887)
- Grundlagen der Volkswirtschaftslehre (Tübingen, 1889)